# 감응유전
감응유전(感應遺傳, Telegony) 또는 선부유전(先父遺傳)은 자손이 어머니의 이전 배우자의 특성을 물려받을 수 있으며 여자의 아이는 이전의 성 파트너의 특성을 가질 수 있다고 주장하는 유전에 대한 이론이다. 여러 종에 대한 19세기 후반의 실험은 자손이 어미의 이전 짝에게서 어떤 형질도 물려받을 것이라는 증거를 내는 데 실패했다. 결국 감응유전은 멘델의 유전법칙의 재발견과 보베리-서튼 염색체 이론으로 대체되었다.
감응유전의 원격 유전 기전에 대한 근거는 없다.

## 어원
Telegony라는 용어는 아우구스트 바이스만에 의해 '멀리'를 의미하는 그리스어 τῆλε (tèle)와 '자식'을 의미하는 γονος (gonos)에서 만들어졌다. 이름은 또한 오디세우스의 아들 텔레고노스를 언급하기도 한다. 그의 이름을 딴 현재는 소실된 시가 《텔레고네이아》(Telegony)다.

## 초기 인식
감응유전의 개념은 기원전 그리스의 철학자 아리스토텔레스로 거슬러 올라간다. 그것은 개인이 아버지뿐만 아니라 어머니에게 이전에 알려진 다른 남성에게서도 특성을 물려받을 수 있다고 말했다. 즉, 친자 관계를 공유할 수 있다고 생각했다.
아리스토텔레스의 생물학의 일부로 설명된 감응유전은 고대 전체에 걸쳐 받아들여졌다. 감응유전적 수정의 개념은 그리스 신화에서 영웅의 기원으로 표현되었다.  그러한 두 개의 부성, 하나의 불사자(immortal), 하나의 필멸자(mortal)는 같은 밤에 이중으로 잉태된 테세우스, 헤라클레스 등과 같은 영웅들의 친숙한 특징이었다. 고대의 성에 대한 이해에 의해, 정액의 혼합은 테세우스에게 신성(divine)과 필멸성(mortal)의 조합을 제공했다. 델파이의 창시자로 추정되는 파르나소스에 대해 파우사니아스는 "다른 영웅들과 마찬가지로, 그에게도 두 명의 아버지가 있었는데, 하나는 신 포세이돈, 인간 아버지는 클레오폼푸스"라고 말한다. 그 결과 때때로 하나는 신성(divine)하고 다른 하나는 필멸자(mortal)인 카스토르와 폴룩스와 같은 쌍둥이가 나올 수 있었다.

"모성 인상"에 대한 보다 일반적인 교리는 고대 이스라엘에서도 알려져 있었다. 창세기는 야곱이 라반 떼에 있는 염소와 양을 흰색 줄무늬가 있는 짙은 나무 막대를 넣어 줄무늬와 점박이 새끼를 낳도록 유도하는 것을 설명한다. 감응유전은 초기 기독교에도 영향을 미쳤다. 발렌티누스 (100~160년경)의 영지주의 추종자들은 특징적으로 그 개념을 여성의 생각까지 확장함으로써 생리학적 세계에서 심리학과 영성의 영역으로 개념을 다루었다. 빌립 복음서에서 나그함마디에서 발견된 텍스트 중 하나는 다음과 같다.
여자가 사랑하는 사람은 누구든지 그에게 태어난 사람들과 같고 그녀의 남편이라면 그들은 그녀의 남편과 같고 간음하는 자는 간음하는 자와 같다. 여자가 남편과 동침하고 있지만 마음은 그녀가 하나가 되는 데 익숙한 내연남에게 가 있는 동안, 그녀는 그 내연남과 비슷한 자식을 가지게 된다.
감응유전의 개념은 중세 아리스토텔레스의 재발견과 함께 부활했다. 이는 잉글랜드의 에드워드 3세의 왕위 계승자인 에드워드 흑태자가 이전에 결혼한 적이 있던 켄트의 아름다운 하녀인 조안과의 결혼에 대한 저항의 일부였다. 켄트의 조안이 에드워드 2세의 동생  에드먼드 우드스톡의 딸임에도, 당시 일각의 잉글랜드인들은 둘 사이의 자손은 그의 플랜태저넷 혈통이 아닐 수도 있다고 생각되었다. 

## 19세기의 이해와 20세기 이론의 붕괴
19세기에 가장 널리 알려진 예는 저명한 외과의사인 에버라드 홈이 보고하고 찰스 다윈이 인용한 모던의 암말이다. 모던은 야생 콰가 종마와 흰 암말을 키웠고, 나중에 같은 암말을 흰 종마와 교배시켰을 때, 그 자손은 이상하게도 콰가처럼 다리에 줄무늬가 있었다.
뉴욕의 의무총감이자 생리학자 오스틴 플린트 2세는 그의 저서인 Text-Book of Human Physiology (4판, 1888)에서 이 현상을 다음과 같이 설명했다.
특이하고 설명할 수 없는 사실은, 이전의 임신은 자손에게 영향을 미친다는 것이다. 이것은 동물 사육사들에게 잘 알려져 있다. 순혈의 암말 또는 암캐가 하급의 수컷에게 취해진 적이 있다면, 비록 그들이 나중에 나무랄 데 없는 혈통을 가진 수컷들과 함께 자라더라도, 그 이후의 수정에서 젊은 개체는 첫 번째 수컷의 특성을 띠기 쉽다. 첫 번째 개념의 영향 메커니즘이 무엇인지는 말할 수 없지만, 사실은 논쟁의 여지가 없다. 동일한 영향이 인간 대상에서도 관찰된다. 여성은 두 번째 남편에 의해 전 남편을 닮은 아이를 가질 수 있으며, 이는 특히 머리카락과 눈의 색깔에 의해 두드러진다. 흑인에 의해 아이를 가진 백인 여성은 나중에 백인 남성에게서 아이를 낳을 수 있는데, 이 아이들은 흑인의 명백한 특징 중 일부를 보여준다.

쇼펜하우어와 허버트 스펜서는 모두 감응유전이 신뢰할 수 있는 이론이라고 생각했다. 반면에, 아우구스트 바이스만은 이 이론에 대해 더 일찍 의문을 표명했으며, 감응유전은 1890년대에 과학계에서 점차 동떨어지기 시작했다. 스코틀랜드의 제임스 코서 이워트와 독일과 브라질의 다른 연구원들은 다른 실험에서 감응유전의 근거를 찾지 못했다. 또한 통계학자인 칼 피어슨은 만약 감응유전이 사실이라면 같은 부부의 아이들은 점점 더 아버지를 닮아야 한다고 했지만 현실은 그렇지 않았다.
생물학자들은 이제 모던의 암말 현상을 유전자의 우성 및 열성 변이체와 관련하여 설명한다. 암말과 종마 모두 열성 유전자를 가졌다. 망아지는 이러한 대립 유전자를 물려받았고 부모에게서는 보이지 않는 특성을 나타냈다. 
포유류에서 각 정자에는 염색체의 반수체 세트가 있고 각 난자는 또 다른 반수체 세트를 가지고 있다. 수정 과정에서 배수성 세트가 있는 수정란이 생성된다. 이 세트는 포유동물의 모든 체세포에 유전될 것이며, 유전 물질의 정확히 절반은 정자 생산자(아버지)로부터, 나머지 절반은 난자 생산자(어머니)로부터 나온다. 따라서 감응유전의 신화는 유전학과 생식 과정에 대한 우리의 지식과 근본적으로 양립할 수 없다. 《브리태니커 백과사전》은 "후천적인 특성의 유전에서부터 감응유전까지, 이 모든 믿음은 이제 미신으로 분류되어야 한다."라고 기술한다.
결국 한때 19세기 생물학자들 사이에서 인기 있는 이론이었던 감응유전은 멘델의 유전학이 등장하면서 크게 무너졌다. 

## 문화에 미친 영향
감응유전은 19세기 후반 인종주의적 신념에 영향을 주었다. 아리아인이 아닌 남자와 아이를 낳은 여성은 나중에 "순수한" 아리아인 아이를 가질 수 없다고 주장했다. 이 생각은 독일 나치당에 의해 채택되었다.
감응유전은 소비에트 러시아 정교회 이후에 2004년에 출판된 Virginity and Telegony: Orthodox Church and modern science of genetic inversions에 다시 등장했다. Pravda.ru는 개념에 대한 개요와 책에 대한 간략한 리뷰를 냈으며, 저자는 "여성들이 성적 접촉에 대해 매우 조심하도록" 하기 위해 "무섭고 놀라운 이야기"를 고안했으며 그 생각이 교회에서 신도들에게 겁을 주기 위해 사용되고 있다고 말했다. 2016년 러시아 연방 아동권리 위원으로 임명된 안나 쿠즈네초바는 몇 년 전에 그녀가 다른 견해들 중에서도 이 개념을 믿는다고 말했다. 경제 신문 Vedomosti의 창간 편집자는 그러한 견해를 가진 사람이 임명된 것을 블라디미르 푸틴 러시아 대통령이 보다 이념적으로 변하고 있다는 신호로 해석했다.

## 같이 보기
- 후성유전학
- 모계 영향 유전
- 인종위생

## 참고 문헌
- Ewart, James Cossar (1911). 〈Telegony〉.   Chisholm, Hugh. 《브리태니커 백과사전》 26 11판. 케임브리지 대학교 출판부.
- Liu, YS (April 2011). “Telegony, the Sire Effect and non-Mendelian Inheritance Mediated by Spermatozoa: A Historical Overview and Modern Mechanistic Speculations”. 《Reproduction in Domestic Animals》 46 (2): 338–343. doi:10.1111/j.1439-0531.2010.01672.x. PMID 20626678.